# Ilaria Cusinato
Ilaria Cusinato (née le 5 octobre 1999 à Cittadella) est une nageuse italienne, spécialiste des 4 nages.

## Palmarès

### Championnats du monde

#### En grand bassin
- Championnats du monde juniors 2015 à Singapour ( Singapour) :
  - 4e du 200 m quatre nages

### Championnats d'Europe

#### En grand bassin
- Championnats d'Europe 2018 à Glasgow ( Royaume-Uni) :
  -  Médaille d'argent du 400 m quatre nages
- Championnats d'Europe juniors 2016 à Hódmezővásárhely ( Hongrie) :
  -  Médaille d'or du 200 m quatre nages

#### En petit bassin
- Championnats d'Europe en petit bassin 2017 à Copenhague ( Danemark) :
  -  Médaille de bronze du 200 m quatre nages

#### Jeux européens
- Jeux européens 2015 à Bakou ( Azerbaïdjan) :
  -  Médaille d'argent du 200 m quatre nages
  -  Médaille d'argent du 400 m quatre nages